# Анрехте
Анре́хте (нім. Anröchte) — община в Німеччині, у землі Північний Рейн-Вестфалія, районі Зост. Належить до адміністративного округу Арнсберг. Площа — 73,79 км². Населення — 10.408 осіб (на 31 грудня 2012). В липні 2013 в общині мешкало 7.330 католиків і 1.986 лютеран. В районі Мелльріх розташований замок Еггерінгхаузен, місце народження Готтгарда фон Кеттлера (1517–1587), першого герцога Курляндії і Семигалії.